# Arabii în Imperiul Otoman
Arabii sunt cei care vorbesc limba arabă ca limbă maternă și care se identifică ca fiind arabi. Lumea arabă nu trebuie confundată cu Orientul Mijlociu, denumire strategică dezvoltată pe parcursul perioadei de glorie a Imperiului Britanic, care cuprinde țări non-arabe, cum ar fi Israel, Iran, Turcia, Pakistan și Afganistan. Arabii și limba arabă au jucat roluri centrale în răspândirea Islamului. Coranul, cartea sfântă a musulmanilor, este Cuvântul lui Dumnezeu transmis lui Muhammad în arabă. Perfecțiunea limbii sale și faptul că musulmanii consideră Coranul ca fiind însuși Cuvântul lui Dumnezeu fac din limba arabă o limbă sacră pentru musulmani.

## Originile arabilor
Arabi nu sunt numai musulmanii, ci și creștinii vorbitori de limba arabă. Împreună, ei constituie o comunitate unică (umma). Acest cuvânt arab umma este asociat de către unii cu umm (mamă) și  este înțeles ca referindu-se la o comunitate "matrice". . La fel ca și alte popoare din întreaga lume, majoritatea vorbitorilor de limbă arabă nu s-au identificat ca aparținând unui anumit grup național decât recent. Naționalismul arab modern este un produs al transformărilor din secolul al XIX-lea și din secolul al XX-lea. Înainte de apariția naționalismului, cei mai mulți vorbitori arabi s-au identificat ca fiind membri ai unei anumite familii sau a unui trib; ca locuitori ai unui sat, oraș sau regiune; ca musulmani, creștini sau evrei. Înainte de secolul al XX-lea, termenul "arab" desemna beduinul, societatea tribală a deșertului arab, locul nașterii limbii arabe. 
Primele informații despre arabi datează din secolul al IX-lea. Termenul arab este de origine semitică și desemnează în primul rând beduinii nomazi și după arabii în sensul general al cuvântului. Este folosit, de asemenea, pentru a indica orice zonă aridă, pustie. La început, cuvintele "arab" și "deșert" au fost sinonime. 

## Limba arabă, limba identității arabe
În Islam, limba arabăa ca modalitate de exprimare a Cuvântului lui Dumnezeu, este perfectă ca și Coranul, Cuvântul lui Dumnezeu însuși.
Simplul fapt că revelația coranică s-a făcut prin intermediul unei limbi care exista dinaintea ei demonstrează că această limbă avea o măreție și o bogăție fără margini.
Limba arabă este considerată proprietatea definitorie a identității arabe și nu există o altă limbă care să definească într-un mod atât de unic identitatea propriilor popoare. Limba arabă, "cea mai pura" a evoluat dintr-o limbă obscură, neprestigioasă într-una dintre cele mai importante limbi ale lumii după cuceririle Islamice. Și, deși limba arabă clasică a fost standardizată încă din secolul al VIII-lea, încă mai există controverse cu privire la momentul, locul și modalitatea în care au evoluat dialectele arabe actuale. Spre deosebire de alte limbi, araba clasică, de-a lungul istoriei sale, s-a adaptat pentru a corespunde nevoilor în continuă schimbare ale vorbitorilor săi. Astfel, a evoluat de la o limbă poetică în perioada pre-Islamică la limba științei, matematicii, chimiei, astronomiei și medicinei, precum și la limba guvernării și a religiei. Însă, au existat perioade când prestigiul și funcționalitatea limbii arabe clasice au decăzut în timpul celor cinci secole în care arabii au intrat sub oblăduirea califilor otomani.

## Poziția limbii arabe și statutul arabilor în Imperiul Otoman
Imperiul Otoman a reprezentat unul dintre cele mai mari sisteme politice după destrămarea Imperiului Roman. De-a lungul istoriei sale de aproximativ șase secole, Imperiul Otoman a condus o multitudine de grupuri etnice și religioase care trăiau în condiții și așezări geografice diferite. Începând cu secolul al XV-lea arabii sunt integrați și ei în Imperiul Otoman unde, din punct de vedere numeric, ocupau un loc important. La inceput, locul arabilor este unul aparte în cadrului Imperiului, poziția lor fiind data de rolul pe care îl au în istoria Islamului: Profetul Islamului este de origine arabă, limba Coranului este limba arabă iar comunitatea către care este îndreptată predica la  început este cea arabă. 
Puterea centrală în acest vast imperiu era reprezentată de către suveranul otoman care purta numele și de padishah sau sultan. Sultanul era protectorul frontierelor Islamului dar și păstrătorul locurilor sfinte: Mecca și Medina. El ar fi dorit să poarte titlul de calif însă acesta îi este refuzat deoarece arabii considerau că titlul nu putea fi transferat cuiva care nu făcea parte din tribul Profetului. 
În timpul stăpânirii otomane, importanța limbii arabe nu s-a diminuat. Din contră, științele religiei și cele juridice se studiau în limba arabă în marile centre de studii religioase de la Istanbul în aceeași măsură în care se studiau la Cairo și Damasc. Însă, absolvenții școlilor din Damasc sau Azhar nu aveau dreptul de a ocupa funcții juridice înalte. De exemplu, funcțiile de qadi-ii ( judecatori) erau deținute de către turci trimiși de la Istanbul. Astfel, cea mai înaltă funcție oficială către care putea ținti un absolvent local era aceea de judecator adjunct (na'ib) sau mufti. 

## Politica de turcificare în domeniul limbii arabe
Comitetul Unității și Progresului (CUP) a jucat un rol important în organizarea Revoluției din 1908 în Istanbul. Mulți membrii ai mișcării Comitetului Uniunii și al Progresului (Junii Turci) au fost intelectuali, tineri ofițeri și dizidenți care s-au unit cu scopul de a reforma Imperiul Otoman. Junii Turci aveau interesul de a pune capăt despotismului sultanului Abdul-Hamid al II-lea.
Mulți dintre reformiștii arabi care își doreau să transforme Imperiul într-o monarhie constituțională și-au pus speranțele în mișcarea Junilor Turci. Numai că, reformiștii din Imperiul Otoman, Junii Turci, au reușit să impună limba turcă în toate școlile, inclusiv în cele frecventate de arabi iar limba arabă ajunge sa fie predată ca limbă străină de către profesori care nu aveau cunoștințe necesare pentru a o preda. De asemenea, era obligatorie cunoașterea limbii turce pentru a obține o poziție în administrație chiar în zonele locuite de arabi. 
Politica de turcificare în domeniul limbii poate constitui o explicație pentru apariția mișcărilor naționaliste în Imperiul Otoman. Rezultatul politicii a fost altul decât cel prevăzut, în sensul că sentimentul propriei identități și sentimentul de apartenență la aceeași comunitate (umma) se consolidează. Iau naștere, astfel, o serie de societăți menite să promoveze atât limba cât și cultura arabă. Membrii acestor societăți își dau întâlnire pentru a găsi modalitățile cele mai potrivite pentru a face cunoscută limba arabă în întregul Imperiu Otoman. Sirianul creștin Nejib Azoury este cunoscut ca fiind primul care a cerut independența tuturor vorbitorilor de limba arabă. Limba araba continuă, astfel, să rămână forța care îi aduce la un loc pe arabi și în cadrul Imperiului Otoman.